# زلزال ميتشواكان 1911
زلزال ميتشواكان 1911 هو زلزالٌ وقعَ في ميتشواكان في المكسيك بتاريخ 7 يونيو 1911.